# V V Brown
V V Brown o V.V. Brown, pseudonimo di Vanessa Brown (Northampton, 24 ottobre 1983), è una cantante britannica.

## Discografia
Album
- 2009 - Travelling Like the Light
- 2013 - Samson & Delilah
- 2015 - Glitch